# Kolerschloss

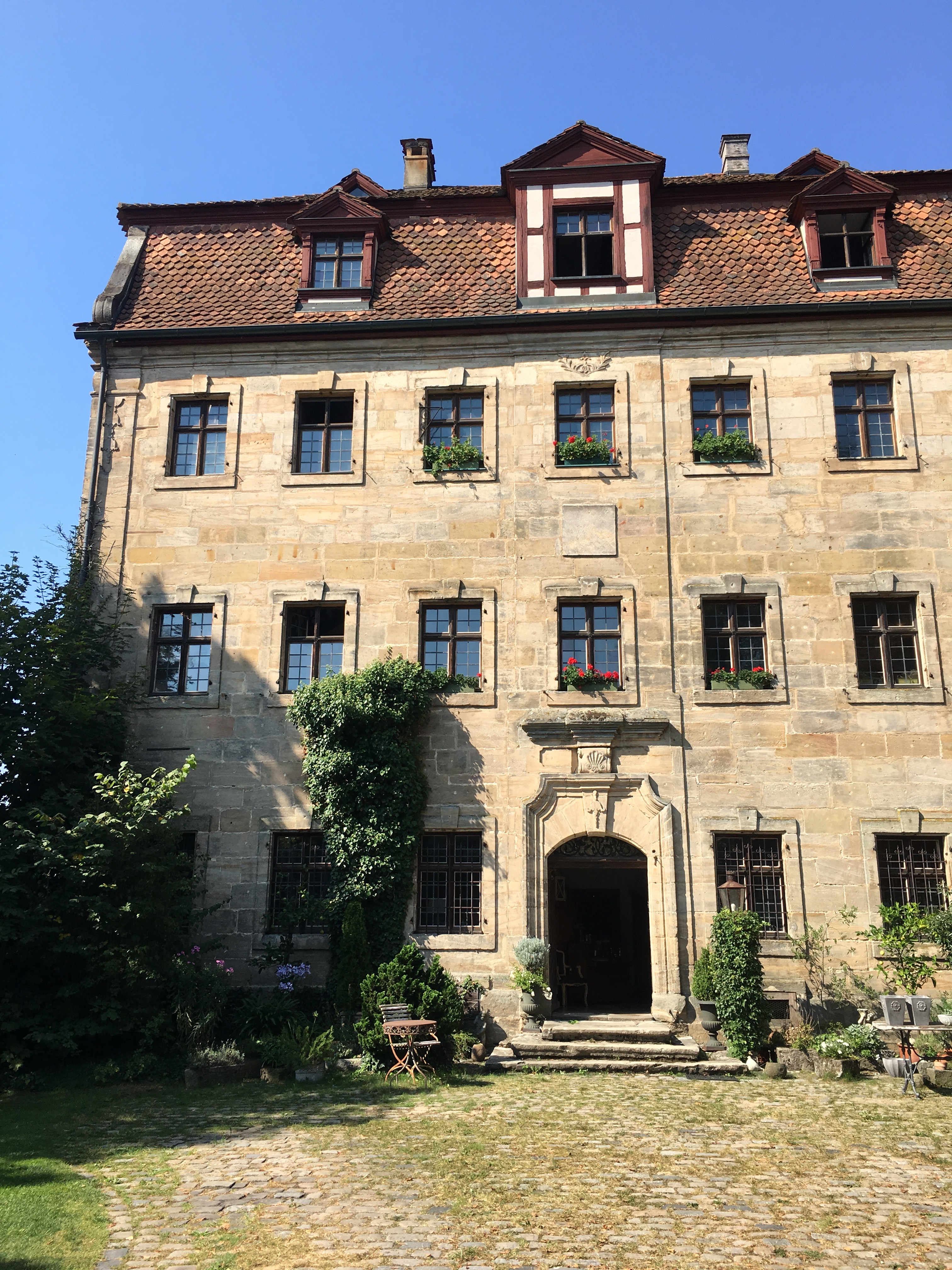
Kolerschloss (Neunhof)

Das denkmalgeschützte Kolerschloss steht in Neunhof, einem Gemeindeteil der Stadt Lauf an der Pegnitz im Landkreis Nürnberger Land in Mittelfranken in Bayern. Das Bauwerk ist unter der Denkmalnummer D-5-74-138-230 als Baudenkmal in der Bayerischen Denkmalliste eingetragen.

## Geschichte
Das Kolerschloss ist ein historisches Schloss in Franken, das auf den Grundmauern einer mittelalterlichen Wehranlage errichtet wurde. Die ursprüngliche Befestigung wurde im Jahr 1552 während des Zweiten Markgrafenkriegs zerstört. Im Jahr 1749 ließ Johann Carl von Welser an ihrer Stelle das heutige Schloss erbauen – anlässlich seiner Heirat mit einer Witwe aus der angesehenen Nürnberger Familie Koler. Aus dieser Verbindung ging nicht nur der Name des Schlosses hervor, sondern auch eine symbolische Vereinigung zweier traditionsreicher Familien.
Bis 1978 befand sich das Anwesen im Besitz der Welser’schen Familienstiftung und diente über mehrere Generationen hinweg als Sommerresidenz. Während des Zweiten Weltkriegs wurde das Schloss zur Unterbringung amerikanischer Soldaten genutzt; Spuren dieser Nutzung sind im Gebäudeinneren bis heute sichtbar. In der Nachkriegszeit diente es zahlreichen Flüchtlingsfamilien als Unterkunft, von denen sich viele in der Region dauerhaft niederließen.
In den folgenden Jahrzehnten verfiel das Gebäude zunehmend und wurde 1979 schließlich im unrestaurierten Zustand von der Familienstiftung veräußert. Seither wurde das Kolerschloss umfangreich restauriert und präsentiert sich heute als eindrucksvolles Beispiel fränkischer Baukunst. Es beherbergt unter anderem ein Antiquitätengeschäft und gilt als Ort mit besonderer Atmosphäre und historischer Bedeutung.

## Beschreibung
Das Schloss wurde 1749 von Johann Karl Welser für das 1552 abgebrannte Herrenhaus, das 1582 an die Koler von Neunhof und 1688 an die Welser gekommen war, gebaut. Es wurde 1763 an die Oelhafen von Schöllenbach verkauft und 1799 von den Welsern zurückerworben. 1978 wurde es wieder verkauft. Das Gebäude aus Quadermauerwerk hat drei Geschosse und ist mit einem Mansarddach bedeckt, das im oberen Bereich abgewalmt ist. Die Giebel im Mansarddach sind mit Voluten verziert. Das Portal befindet sich in einem schwach ausgeprägten Risalit in der Mitte der Ostwand.